# Zsolt Laczkó
Zsolt Laczkó (ur. 18 grudnia 1986 w Segedynie) – węgierski piłkarz, występujący na pozycji obrońcy.